# Леренштайнсфельд
Леренштайнсфельд (нім. Lehrensteinsfeld) — громада в Німеччині, знаходиться в землі Баден-Вюртемберг. Підпорядковується адміністративному округу Штутгарт. Входить до складу району Гайльбронн.
Площа — 6,22 км2. Населення становить 2604 ос. (станом на 31 грудня 2020).